# فرانسوا-زافير فابر
فرانسوا-زافير فابر (بالفرنسية: François-Xavier Fabre)‏ هو رسام فرنسي، ولد في 1 أبريل 1766 في مونبلييه في فرنسا، وتوفي بنفس المكان في 16 مارس 1837.

## معرض صور

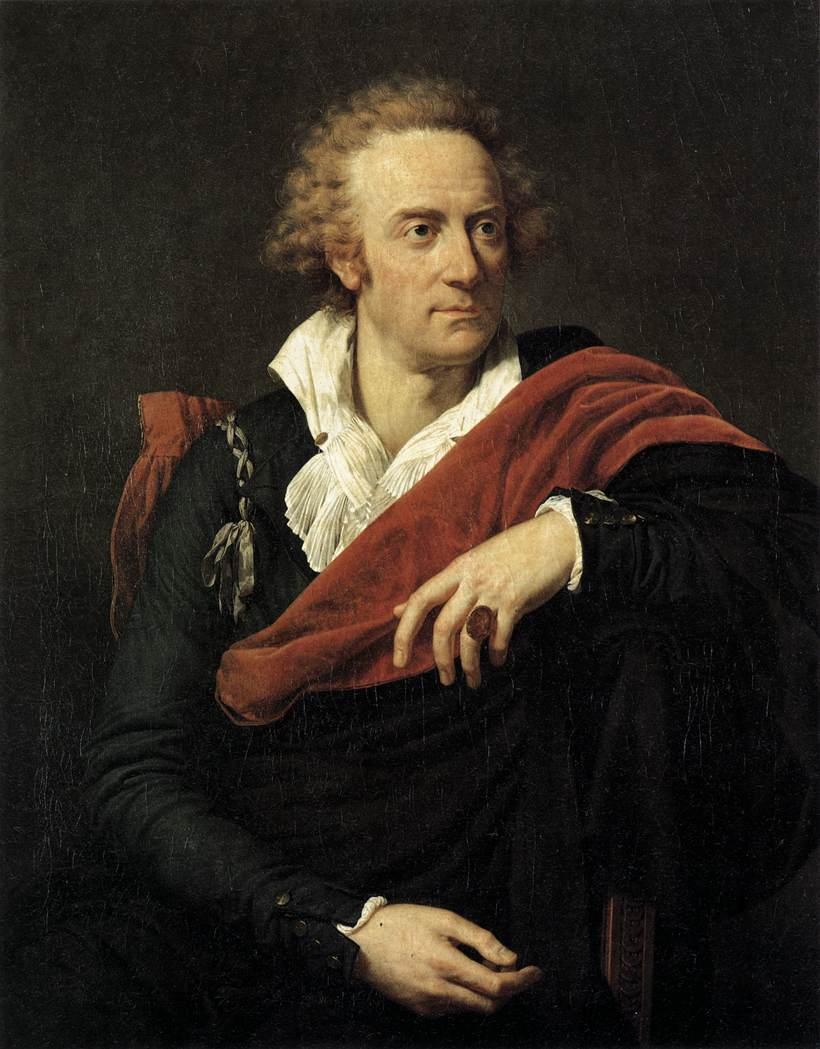
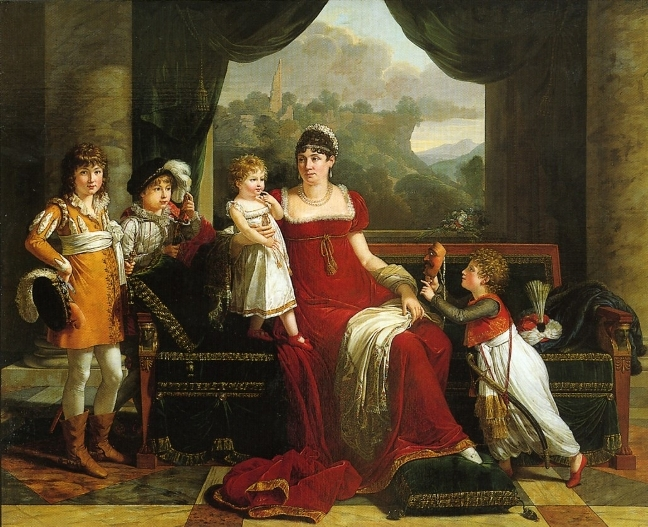
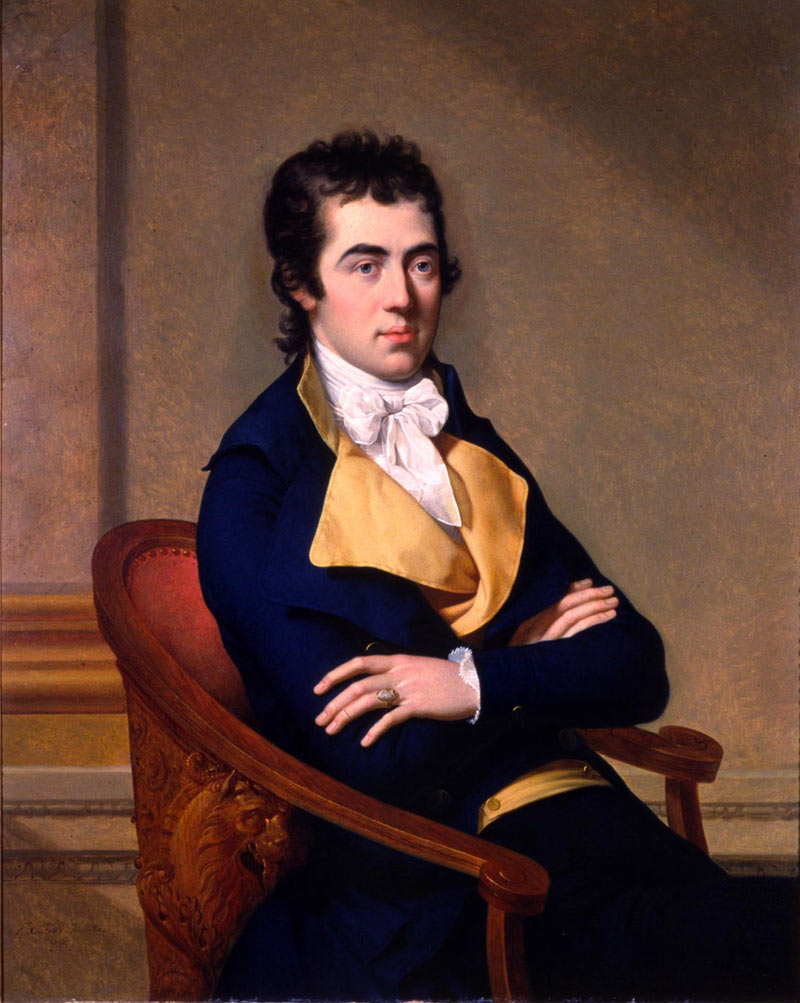
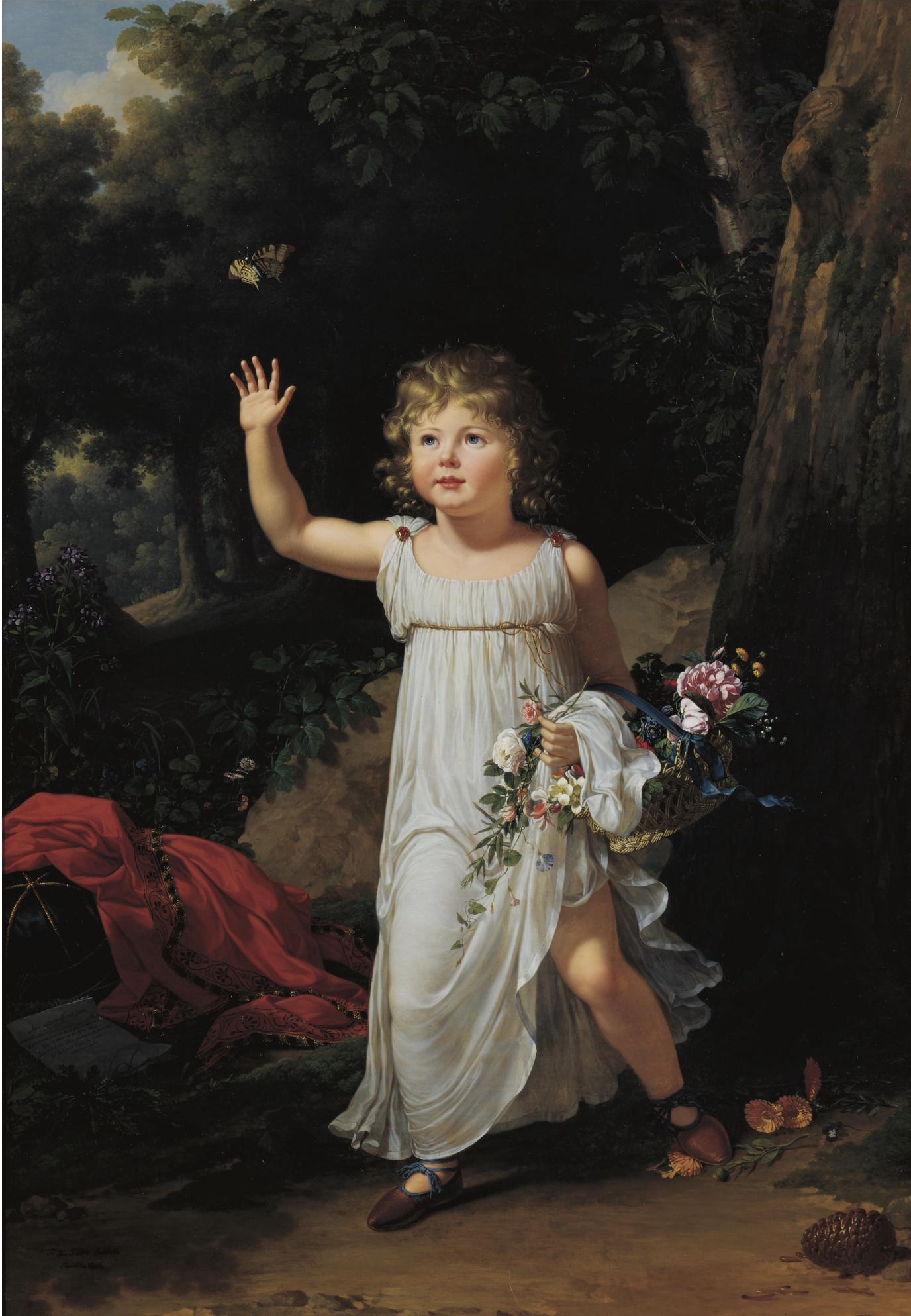

## وصلات خارجية
- فرانسوا-زافير فابر على موقع الموسوعة البريطانية (الإنجليزية)